# Rossura
Rossura é uma comuna da Suíça, no Cantão Tessino, com cerca de 63 habitantes. Estende-se por uma área de 14,63 km², de densidade populacional de 4 hab/km². Confina com as seguintes comunas: Acquarossa, Anzonico, Calonico, Campello, Chiggiogna, Faido, Olivone.
A língua oficial nesta comuna é o Italiano.